# Paul Félix Guérie
Paul Félix Guérie né le 13 juillet 1819 à Paris où il est mort le 30 mai 1895 est un peintre français.

## Biographie
Paul Félix Guérie est le fils de Louis Auguste Guérie et de Geneviève Houbloup.
Il est élève de Michel Martin Drolling.
En 1871, il prend part aux combats de la Commune de Paris en 1871. Capitaine au 45e bataillon, il sera jugé en mai 1871.
Il meurt à Paris le 30 mai 1895. 

## Œuvres
- Amiens, Musée de Picardie : L’Impératrice Eugénie visitant les cholériques de l’hôtel-Dieu d’Amiens le 4 juillet 1866 (esquisse, Salon de 1868).
- Compiègne, château de Compiègne : L’Impératrice Eugénie visitant les cholériques de l’hôtel-dieu d’Amiens le 4 juillet 1866[3].
- Paris, Petit Palais :
  - Esquisse pour le palais de justice de Paris. Le Christ en Croix, 1871[4] ;
  - Esquisse pour l'église Saint-Étienne-du-Mont. Deux anges assis, 1874[5]
- localisation inconnue : Un mariage sous la commune de Paris de 1871[6].